# 코미디빅리그 방영코너
아래는 <코미디빅리그>에서 방송되고 있는 방영코너 목록이다.

## 사이코러스
방송 기간: 2020년 7월 26일 ~ 현재
출연진: 김철민, 양세찬, 황제성
소개: 요즘 대세 곡들을 코러스 하는 코너이며, 명품 보컬에 명품 코러스를 더하는 노래 코너이다.
유행어: 코~러~스 안녕하세요 우리는 코러스 매직 유랑단, 한 많은 팔도강산 코러스 해보세, 세, 세, 안녕하세 / 이걸로 픽스 시켜~!!!

##### 여담
- 2021년 12월 19일: 양세찬이 불참하여, 이용진이 용미리로 대신 출연하였다.

- 2022년 2월 20일: 황제성이 코로나 확진으로 인한 녹화 불참으로 이용진이 용태로 대신 출연을 하였다.
- 2022년 4월 3일: 김철민 코로나19로 인한 자각격리로 불참하여, 최성민이 대신 출연을 하였다.

##### 게스트
| 2020년 3쿼터 | 2020년 3쿼터    | 2020년 3쿼터 | 2020년 3쿼터 | 2020년 3쿼터 | 2020년 3쿼터 | 2020년 3쿼터 | 2020년 3쿼터 | 2020년 3쿼터  | 2020년 3쿼터 | 2020년 3쿼터 | 2020년 3쿼터 |
| ------------ | --------------- | ------------ | ------------ | ------------ | ------------ | ------------ | ------------ | ------------- | ------------ | ------------ | ------------ |
| 1R           | 2R              | 3R           | 4R           | 5R           | 6R           | 7R           | 8R           | 9R            | 10R          | 11R          | 12R          |
|              |                 |              | 박상철       | 진성         | 송대관       | 태진아       | 강진         | 박현빈        | 김장훈       | 김정민       | 폴킴         |
| 2020년 4쿼터 |                 |              |              |              |              |              |              |               |              |              |              |
| 1R           | 2R              | 3R           | 4R           | 5R           | 6R           | 7R           | 8R           | 9R            | 10R          | 11R          | 12R          |
| KCM          | 에일리          | 고유진       | 채연         | 린           | 박상민       | 알리         | 백지영       | 2F            | 이박사       | 이승기       | 헤이즈       |
| 2021년 1쿼터 |                 |              |              |              |              |              |              |               |              |              |              |
| 1R           | 2R              | 3R           | 4R           | 5R           | 6R           | 7R           | 8R           | 9R            | 10R          | 11R          | 12R          |
| 더원         | 이영현          | 조유진       | 김현정       | 이수영       | 현아         | 인순이       | 서문탁       | 샤이니        | 선미         | 타이거 JK    | 제시         |
| 2021년 2쿼터 |                 |              |              |              |              |              |              |               |              |              |              |
| 1R           | 2R              | 3R           | 4R           | 5R           | 6R           | 7R           | 8R           | 9R            | 10R          | 11R          | 12R          |
| 브레이브걸스 | 김경호          | 황치열       | 김연자       | 뉴이스트     | 유리상자     | 오마이걸     | 태민         | 다이나믹 듀오 | 쌔끈보이즈   | 강승윤       | 브레이브걸스 |
| 2021년 3쿼터 |                 |              |              |              |              |              |              |               |              |              |              |
| 1R           | 2R              | 3R           | 4R           | 5R           | 6R           | 7R           | 8R           | 9R            | 10R          | 11R          | 12R          |
| 윤도현       | 규현            | 노브레인     | 박완규       | 이승윤       | 아스트로     | 하성운       | 전소미       | 그레이        | 김혜연       | 이하이       | 노라조       |
| 2021년 4쿼터 |                 |              |              |              |              |              |              |               |              |              |              |
| 1R           | 2R              | 3R           | 4R           | 5R           | 6R           | 7R           | 8R           | 9R            | 10R          | 11R          | 12R          |
| Key          | 백아연          | 김필         | 멜로망스     | 에일리       | 2AM          | 부끄뚱&라비  | 기리보이     | 카더가든      | 김조한       | 정인         | 송민호       |
| 10주년 특집  |                 |              |              |              |              |              |              |               |              |              |              |
| 코요태       |                 |              |              |              |              |              |              |               |              |              |              |
| 2022년 1쿼터 |                 |              |              |              |              |              |              |               |              |              |              |
| 1R           | 2R              | 3R           | 4R           | 5R           | 6R           | 7R           | 8R           | 9R            | [ 1 ]        | [ 1 ]        | [ 1 ]        |
| 권인하       | 휘인            | 환희         | 장민호       | 빅마마       | 임창정       | V.O.S        | 영탁         | 솔라          | [ 1 ]        | [ 1 ]        | [ 1 ]        |
| 2022년 2쿼터 |                 |              |              |              |              |              |              |               |              |              |              |
| 1R           | 2R              | 3R           | 4R           | 5R           | 6R           | 7R           | 8R           | 9R            | 10R          | 11R          | 12R          |
| 나윤권       | 이상준 & 이은지 | 온유         | 박구윤       | 싸이         | ICON         | 멜로망스     | 설운도       | 정승환        | 아이비       | 효린         | 폴킴         |

## 두분사망토론
방송 기간: 2021년 4월 4일 ~ 현재
출연진: 최성민, 이상준, 박영진
소개: 코미디빅리그 사망토론 이상준 vs 개그콘서트 두분토론 박영진의 토론 대결 코너이다.

게스트
- 2021년 7월 4일: 오나미

- 2021년 7월 25일: 박성광 - 이상준이 자가격리로 인해 특별출연 하였다.

- 2021년 9월 19일: 이승윤

- 2022년 1월 9일: 김기욱, 김영희 - 코미디빅리그 10주년 특집으로 특별출연을 하였다.

## 결혼해두목
방송 기간: 2022년 1월 16일 ~ 현재
출연진: 이국주, 정호철, 신규진
소개: 이국주를 결혼 시키기 위해 정호철, 신규진이 관객을 뽑아 웃음을 주는 코너
게스트
- 2022년 4월 3일: 나윤권[2]

여담
- 2022년 2월 27일: 정호철이 코로나19로 인한 자가 격리로 이상준이 대신 출연을 하였다.
- 2022년 3월 6일: 이국주가 코로나19 확진으로 인한 녹화를 하지 않았다.
- 2022년 3월 13일: 신규진이 코로나19로 인한 자가격리로 불참을 하며, 양배차가 대신 출연을 하였다. 또한 이국주의 실제 어머니가 출연을 하였다

## 취향저격수
방송 기간: 2022년 1월 16일 ~ 현재
출연진: 김철민, 김두영, 이정수, 서태훈, 이은지
소개: 소수의 사람들이 공감하는 내용을 이용하여 웃음을 주는 코너

게스트
- 2022년 1월 30일: 펜타곤

여담
- 2022년 2월 6일: 편집이 되었지만, 유튜브 시청이 가능하다.
- 2022년 2월 20일: 이정수가 코로나19로 인한 자가격리로 불참하여, 이세진이 대신 출연을 하였고, 이은지가 출연을 하였다.
- 2022년 3월 6일: 서태훈이 코로나19로 인한 자가격리로 불참하여, 김성원이 대신 출연을 하였다.
- 2022년 3월 20일: 편집이 되었지만, 유튜브 시청이 가능하다.
- 2022년 4월 3일: 이은지가 코너에 합류를 하였다.

## 오동 대학
방송 기간: 2022년 1월 16일 ~ 현재
출연진: 서태훈, 박경호, 이지수, 신규진, 양기웅, 김성원, 이세진, 최지용
이전 출연진: 연예림, 나보람, 최우선, 박소영, 이혜지
소개: 오동나무엔터의 후속작이며, 유튜브에서 방송이 된다.

여담
- 2022년 1월 16일: 연예림, 이혜지의 코미디빅리그 데뷔 작이다.

- 2022년 1월 23일 연예림 부분이 편집이 되었다.
- 2022년 2월 7일: 출연진이 코로나19로 인한 자가격리로 다른 출연진이 출연을 하였다.
- 2022년 3월 13일: 출연진이 코로나19로 인한 자가격리로 녹화가 취소되었다.

## 금쫙가는 상담소
방송 기간: 2022년 1월 23일 ~ 현재
출연진: 김용명, 홍윤화, 김민기, 양배차, 나보람
소개: 착한 자식들을 둔 아버지 김용명이 금쫙가는 상담소를 방문하여 웃음을 주는 코너

여담
- 코너 제목을 변경하면서 정호철이 하차하였다.

- 2022년 1월 30일: 편집이 되었지만, 유튜브로 시청이 가능하다.

- 2022년 2월 20일: 홍윤화&김민기 부부가 코로나로 인한 자가 격리로 녹화가 취소가 되었다.

- 2022년 2월 27일: 나보람이 코로나로 인한 자가 격리로 이예림이 대신 출연을 하였다. 또한 분장 후 설렘이 취소 되면서 박나래가 출연을 하였다.
- 2022년 4월 3일: 편집이 되었지만, 유튜브 시청이 가능하다.

## 분장 후 설렘
방송 기간: 2022년 1월 23일 ~ 현재
출연진: 박나래, 한윤서, 김해준, 최지용, 이상준
이전 출연진: 이용진, 최우선
소개: 선배 박나래와 후배 김해준이 비밀연애를 하는 모습을 그린 코너

여담
- 박나래, 한윤서의 복귀 코너이다.
- 2022년 2월 27일: 김해준이 코로나19로 인한 자가격리로 녹화가 취소되었다.
- 2022년 3월 6일: 박나래가 코로나19로 인한 자가격리로 녹화가 취소되었다.
- 2022년 3월 13일: 편집이 되었지만, 유튜브 시청이 가능하다. 또한 최우선이 코로나19로 인한 자가격리로 양배차가 대신 출연을 하였다.
- 2022년 3월 20일: 이용진이 코로나19로 인한 자가격리로 녹화에 불참을 하였으며, 이상준이 대신 출연을 하였다.
- 2022년 4월 3일: 최지용, 이상준이 합류를 하였다.